# 다목적상륙정

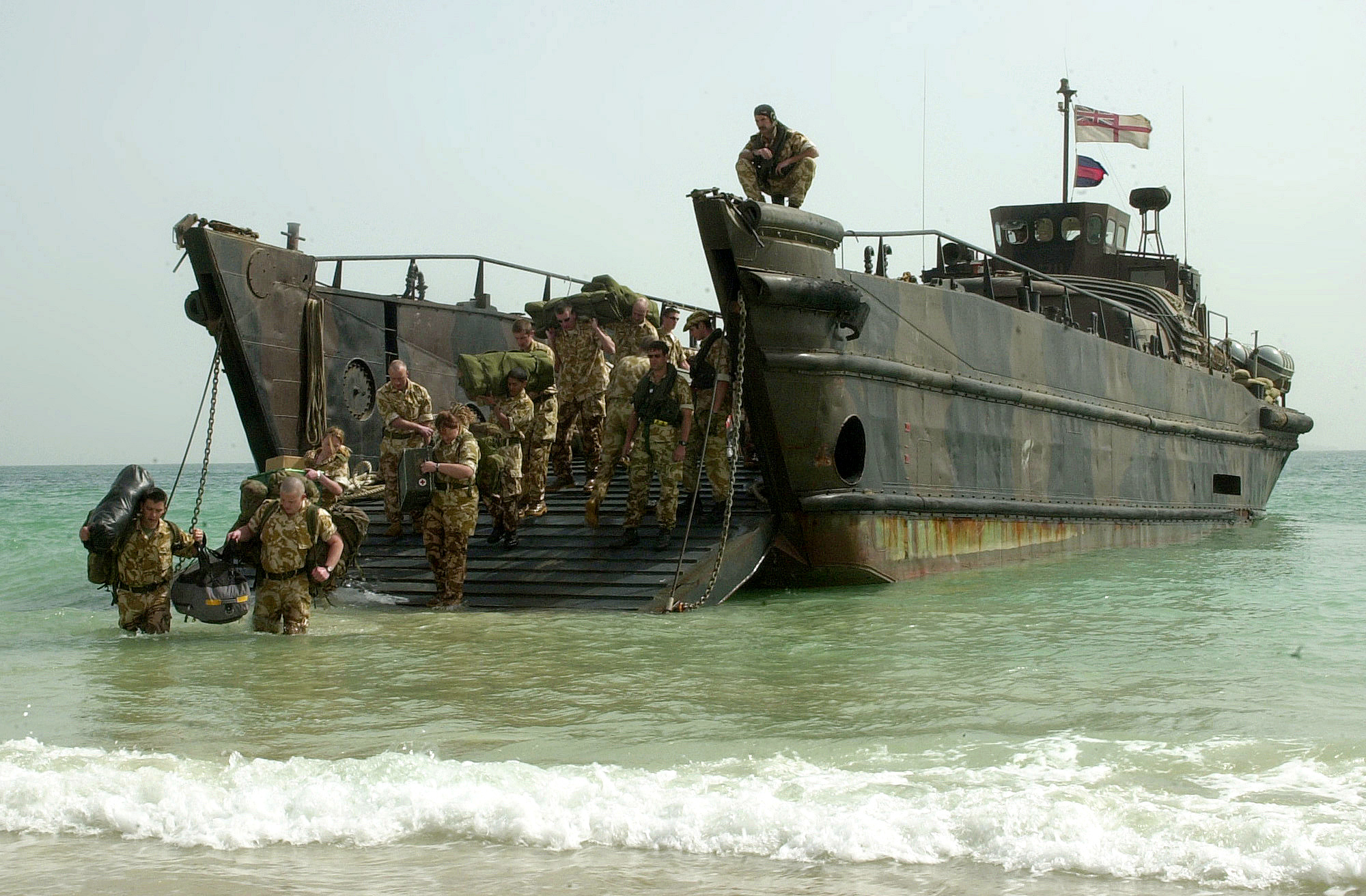
영국 해병대의 LCU에서 위생병이 상륙하고 있다

다목적상륙정(영어: Landing Craft Utility (LCU))는 강습상륙함에서 바퀴형 혹은 궤도형 차량을 해안 교두보나 돌제부두에 상륙시킬 수 있는 상륙정을 가리킨다.

## 나라별
- 독일 : 520형 바베급 다목적상륙정
- 네덜란드 : LCU Mk.2 (NL)급
- 대한민국 : 물개급 상륙정
- 러시아 : 듀곤급 상륙정
- 미국 
  - 해군 : LCU 1466, 1610, 1627급
  - 육군 : LCU 2000/러니메드급 대형상륙정
- 스웨덴 : 16척
- 스페인 : LCM-1E
- 영국 : LCU Mk.9급, LCU Mk.10급
- 인도 : Kumbhir급 전차상륙함, Mk. IV LCU
- 콜롬비아 : Golfo de Tribugá급 상륙정
- 프랑스 : EDA-R

### 미국

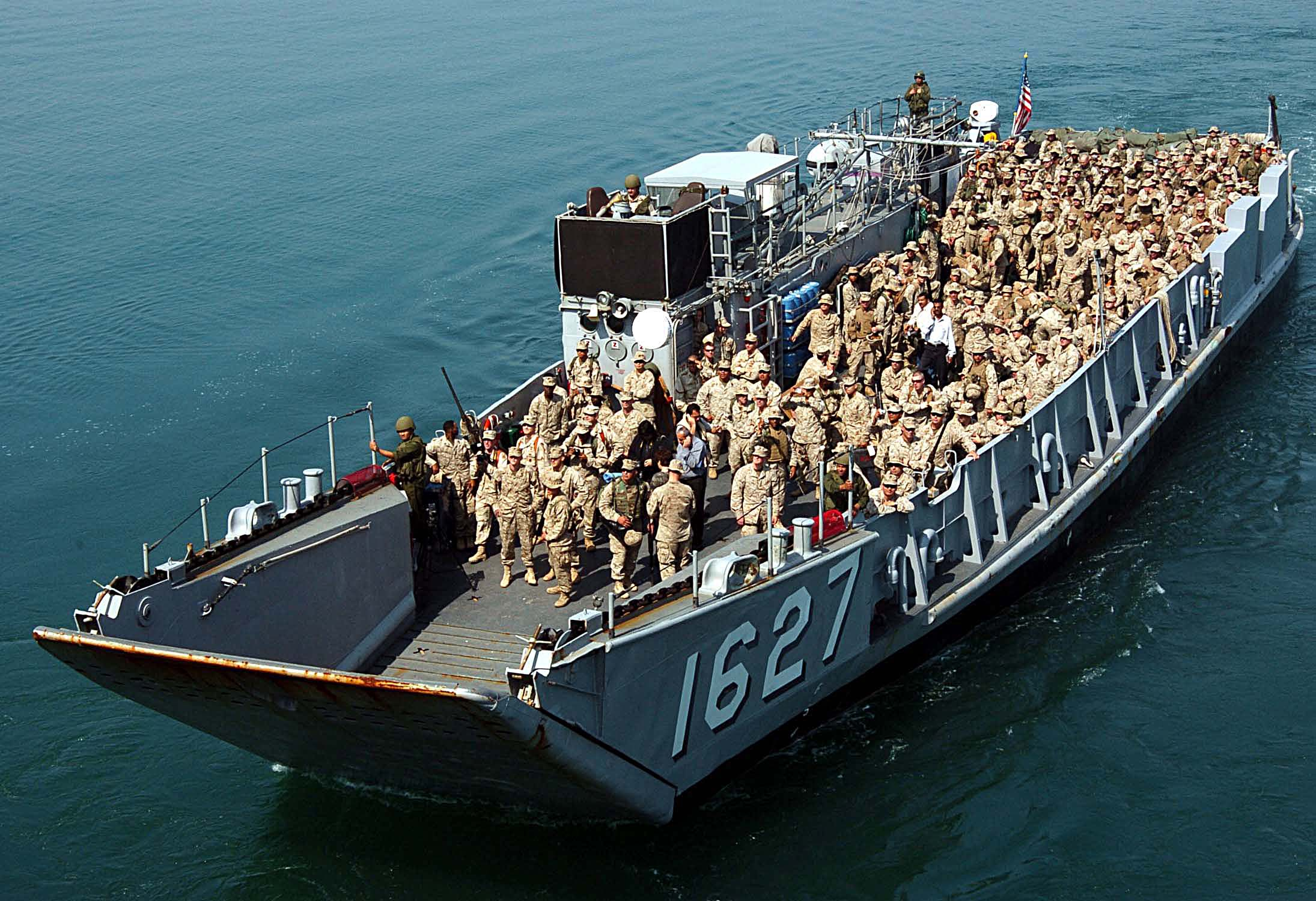
2005년 2월 28일 미국 해병대 31원정단(MEU)이 이라크에서 5개월간의 작전을 마치고 LCU-1627 상륙주정을 타고 에섹스함으로 돌아오고 있다. 31원정단과 에섹스함의 모항은 일본 사세보이다

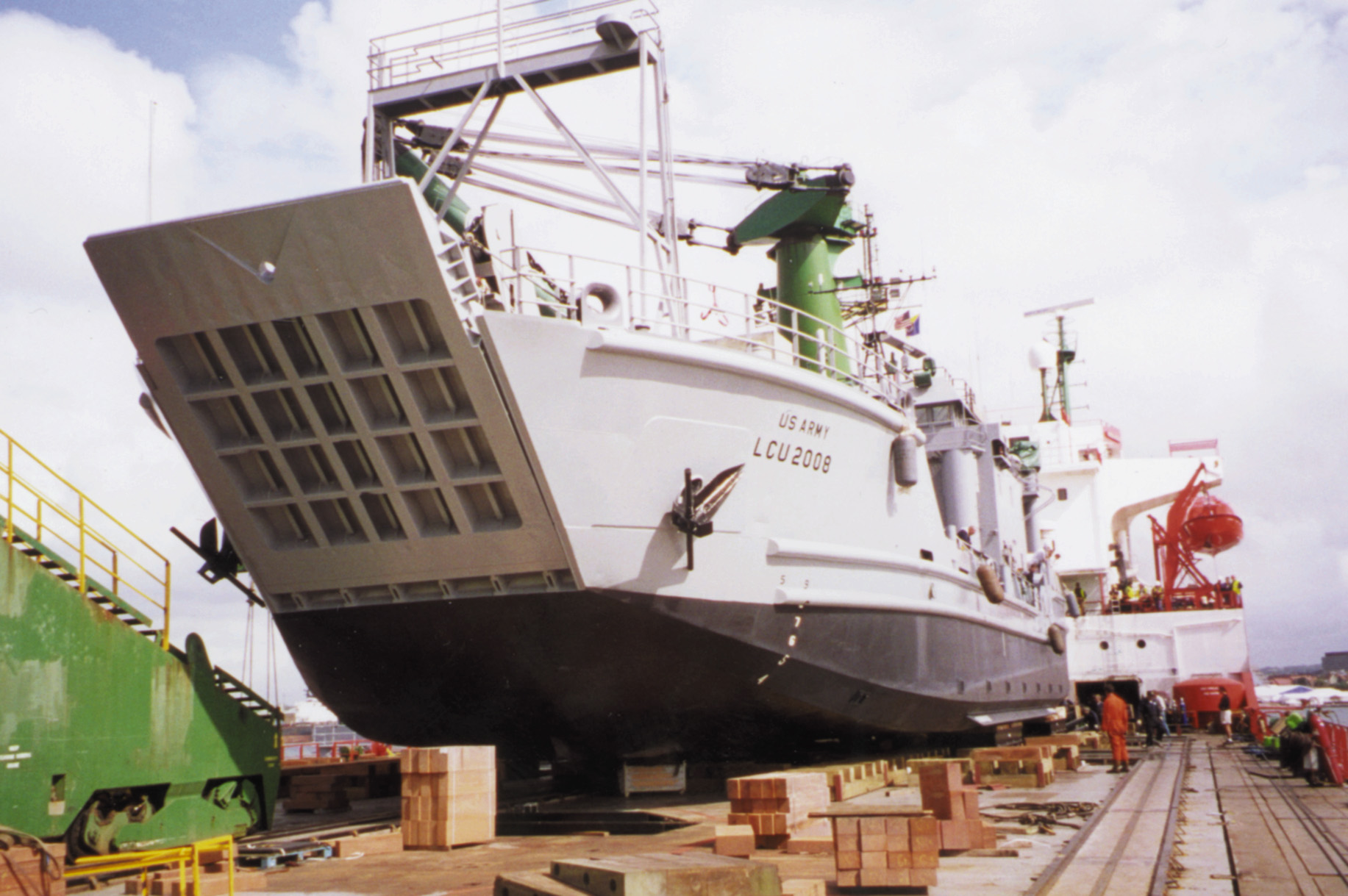
LCU 2000 being loaded as deck cargo on a chartered vessel.

미국 해군에서 운용하고 있는 LCU 1466, 1610, 1627급의 제원은 다음과 같다:
- 추진: 2 × Detroit 12V-71 디젤엔진, 2축, 680 마력 sustained, Kort nozzles
- 길이: 134.9 ft (41.1 m)
- 폭: 29 ft (8.8 m)
- 배수량: 표준 200 톤, 만재 375 톤
- Deck area: 1,850 ft² (171 m²)
- 홀수: 3.5 ft (1.1 m) (forward, full Load), 6.8 ft (2.1 m) (aft, full Load)
- 속도: 11노트
- 순항거리: 8노트로 1200 해리
- 수용량: 170 톤 (480 m³)
- 화물량: 125 톤의 화물, 트럭, 탱크, 400 명의 해병대
- 승무원: 10
- 기관포: 2 × 12.7 mm 기관총
- 레이다:
  - 항법: LN 66 또는 SPS-53; I 밴드.

### 대한민국
미국의 LCU 1610를 기반으로 건조된 물개급 상륙정의 제원은 다음과 같다:
- 조선소 : 코리아타코마
- 건조 : 6척
- 배수량 : 415톤 (만재)
- 길이 : 41.1m
- 축 : 8.8m
- 홀수 : 1.8m
- 속력 : 13노트
- 항속거리 : 11 노트 560 마일
- 승무원 : 14명
- 무장
  - 개량전: 엘리콘 20mm 기관포 2문
  - 개량후: 20mm 시벌컨 2문
- M-48 전차 3대 운반가능

## 같이 보기
- 공기부양상륙정 (LCAC)
- LCA: 강습상륙전
- LCI: 보병상륙정
- LCM: 기계화상륙정
- LCS: 상륙지원정
- LCT: 전차상륙정